# Pierre Le Corre
Pour les articles homonymes, voir Le Corre.
Cet article possède un paronyme, voir Pierrette Le Corre.
Pierre Le Corre, né le 3 mars 1990 à Vannes, est un triathlète professionnel français, champion de France en 2014 et 2015, champion d'Europe en 2018, en individuel et en relais mixte. Il est  champion du monde en relais mixte et sur longue distance en 2022.

## Biographie

### Jeunesse
Pierre Le Corre né le 3 mars 1990 à Vannes en Bretagne pratique sa première discipline sportive à l’âge de 6 ans, la natation, jusqu’à son départ pour les États-Unis en 2006.  À Philadelphie, sans délaisser la natation, il découvre la course à pied. En décidant de n’abandonner aucune des deux disciplines, le triathlon s'avère être le choix le plus approprié lors de son retour en France en 2009.

### Carrière en triathlon
Pierre Le Corre devient champion du monde espoirs en 2013. L'année suivante, s'appuyant sur de très bons résultats en course à pied, comme au championnat de France de cross-country où il se classe 19e français (28e au scratch), avant de courir le 10 km de Cannes en 29 min 55 s, il devient champion de France élite de triathlon le 28 septembre 2014.
En 2015, il finit à la dixième place des championnats du monde, et acquiert un nouveau titre de champion de France. Il participe à l'opération Les Étoiles du Sport et est parrainé par la triathlète française Carole Péon.
L'année 2016 est celle de la confirmation, il termine 8e et premier français des séries mondiales de triathlon grâce notamment à sa 3e place  lors de l'étape de Stockholm le 2 juillet. L'évènement majeur de sa saison reste sa participation aux Jeux olympiques de Rio 2016 aux côtés de Vincent Luis et Dorian Coninx, il termine 25e en 1 h 48 min 36 s.
Le 10 août 2018, Pierre Le Corre en remportant son premier titre européen, offre le 9e titre de champion d'Europe de triathlon courte distance à la France. Il maîtrise complètement la compétition dont l'issue est toutefois restée incertaine jusqu'à la fin de l'épreuve. Dès la sortie de la natation, il fait partie d'un groupe de neuf triathlètes qui constitue la tête de course dans laquelle le Britannique Alistair Brownlee, le Belge Marten Van Riel et le Slovaque Richard Varga sont de sérieux prétendant au titre. Une collaboration fructueuse permet à ce groupe de tête d'agrandir les écarts sur le peloton des poursuivants et notamment sur l'Espagnol Fernando Alarza. Pierre Le Corre plus rapide à la seconde transition engage la partie course à pied sur un rythme rapide, soutenue seulement par le Belge Van Riel et le double champion olympique en titre Alistair Brownlee. Ce dernier cède subitement du terrain au cours du second tour du circuit de course à pied et ne parvient plus à recoller au duo de tête. Pris en chasse par Fernando Alazra qui revient à vive allure sur le duo, Pierre Le Corre fait le choix d’accélérer encore pour se mettre à l'abri de ce retour rapide. Accélération que le Belge ne peut soutenir, il le laisse partir seul vers son premier sacre européen et son deuxième podium sur cette compétition,.
Le lendemain, il fait partie de l’Équipe de France de triathlon favorite au départ de la course en relais mixte qui remporte un deuxième titre européen de la spécialité, à l'issue d'une course dense et très disputée, avec les relayeurs français Léonie Périault, Cassandre Beaugrand et Dorian Coninx. Il ajoute un titre à son palmarès après sa victoire sur l'épreuve individuelle et s'octroie ainsi, une seconde médaille d'or lors de ces journées de championnats.
Le 26 juin 2022, avec l'équipe de France composée de Cassandre Beaugrand, Emma Lombardi et Vincent Luis, il devient champion du monde de triathlon en relais mixte à Montréal.
Le 13 août 2022, lors des championnats d'Europe de triathlon à Munich, il décroche la médaille d'argent, derrière Léo Bergère. La médaille de bronze est attribuée à Dorian Coninx qui complète le podium entièrement français. Le 21 août, il remporte les championnats du monde longue distance à Šamorín (Slovaquie) devant les Allemands Florian Angert et Frederic Funk.
Le 29 juillet 2023, Pierre Le Corre gagne pour la première fois de sa carrière une étape de la série des championnats du monde de triathlon à Sunderland.

## Palmarès
Le tableau présente les résultats les plus significatifs (podium) obtenus sur le circuit national et international de triathlon depuis 2011.
| Année | Compétition                              | Pays             | Position           | Temps           |
| ----- | ---------------------------------------- | ---------------- | ------------------ | --------------- |
| 2023  | Coupe du monde - l'étape de Tanger       | Maroc            | Médaille d'or      | 0 h 53 min 55 s |
| 2023  | WTCS Sunderland                          | Royaume-Uni      | Médaille d'or      | 54 min 6 s      |
| 2023  | WTCS Pontevedra                          | Espagne          | Médaille de bronze | 1 h 42 min 22 s |
| 2023  | Peniscola Infinitri                      | Espagne          | Médaille d'or      | 3 h 45 min 41 s |
| 2022  | Championnats du monde longue distance    | Slovaquie        | Médaille d'or      | 3 h 11 min 15 s |
| 2022  | Championnats d'Europe                    | Allemagne        | Médaille d'argent  | 1 h 41 min 17 s |
| 2022  | Ironman 70.3 Les Sables d'Olonne         | France           | Médaille d'or      | 3 h 41 min 4 s  |
| 2020  | Championnats de France courte distance   | France           | Médaille d'argent  | 0 h 52 min 44 s |
| 2019  | Jeux mondiaux militaires                 | Chine            | Médaille d'or      | 1 h 42 min 21 s |
| 2018  | Championnats d'Europe                    | Royaume-Uni      | Médaille d'or      | 1 h 47 min 17 s |
| 2017  | WTS Stockholm                            | Suède            | Médaille de bronze | 1 h 49 min 28 s |
| 2017  | Championnats d'Europe sprint             | Allemagne        | Médaille d'argent  | 0 h 57 min 36 s |
| 2016  | WTS Stockholm                            | Suède            | Médaille de bronze | 1 h 51 min 30 s |
| 2015  | WTS Auckland                             | Nouvelle-Zélande | Médaille de bronze | 1 h 55 min 52 s |
| 2015  | Championnats de France courte distance   | France           | Médaille d'or      | 0 h 54 min 27 s |
| 2014  | Coupe du monde - l'étape de Carthagène   | Colombie         | Médaille d'or      | 1 h 45 min 40 s |
| 2014  | Championnats de France courte distance   | France           | Médaille d'or      | 0 h 53 min 0 s  |
| 2013  | Championnats de France courte distance   | France           | Médaille d'argent  | 0 h 56 min 17 s |
| 2012  | Coupe du monde - l'étape de Tiszaujvaros | Hongrie          | Médaille d'or      | 0 h 51 min 54 s |
| 2012  | Coupe d'Europe - l'étape de Quarteira    | Portugal         | Médaille d'argent  | 1 h 49 min 31 s |
| 2011  | Championnats de France courte distance   | France           | Médaille de bronze | 1 h 57 min 1 s  |
| 2011  | Coupe d'Europe - l'étape de Brasschaat   | Belgique         | Médaille d'argent  | 1 h 44 min 39 s |

| Année | Compétition                           | Pays        | Position           | Temps           |
| ----- | ------------------------------------- | ----------- | ------------------ | --------------- |
| 2023  | WTCS Sunderland                       | Royaume-Uni | Médaille d'or      | 1 h 26 min 53 s |
| 2022  | Championnats du monde en relais mixte | Canada      | Médaille d'or      | 1 h 27 min 14 s |
| 2019  | WTS Tokyo                             | Royaume-Uni | Médaille d'or      | 1 h 26 min 33 s |
| 2019  | WTS Nottingham                        | Royaume-Uni | Médaille de bronze | 1 h 24 min 3 s  |
| 2018  | Championnats d'Europe en relais mixte | Royaume-Uni | Médaille d'or      | 1 h 15 min 7 s  |
| 2018  | WTS Nottingham                        | Royaume-Uni | Médaille de bronze | 1 h 21 min 57 s |

| Année | Nombres | Étapes   |
| ----- | ------- | -------- |
| 2019  | 1       | Quiberon |
| 2018  | 1       | Quiberon |
| 2015  | 1       | Quiberon |
| 2014  | 1       | Nice     |
| Total | 4       |          |

## Décoration
- Médaille de la jeunesse, des sports et de l'engagement associatif, argent (2025)[20].